# Lee Teng-hui
Lee Teng-hui (李登輝T, 李登辉S, Lǐ DēnghuīP) (Sanzhi, 15 gennaio 1923 – Taipei, 30 luglio 2020) è stato un politico taiwanese, presidente dal 1988 al 2000.
Nato a Taipei durante il periodo coloniale giapponese, egli è rimasto nella storia grazie alle sue riforme democratiche e all'inizio del processo di transizione politica nel paese. Con l'introduzione delle prime libere elezioni a Taiwan, è stato eletto presidente della Repubblica di Cina nel 1996, diventando così il primo taiwanese nativo dell'isola (bensheng ren) a ricoprire la carica di capo di Stato e a guidare il Kuomintang.
Nel corso della sua presidenza, ha promosso il concetto di "taiwanizzazione" e ha sostenuto una politica estera più assertiva. I critici lo hanno più volte accusato di tradire gli interessi del suo partito, sostenendo l'indipendenza di Taiwan, e, successivamente, rimanendo coinvolto in processi per corruzione.
Dopo aver lasciato la carica nel 2001, Lee ha abbandonato il Kuomintang e ha fondato l'Unione per la Solidarietà di Taiwan, partito che fa attualmente parte della Coalizione pan-verde, insieme al Partito Progressista Democratico.
In seguito a un lungo ricovero in ospedale, Lee Teng-hui è morto il 30 luglio 2020, all'età di 97 anni.

## Biografia

### La formazione
Lee Teng-hui nacque da una famiglia hakka in una comunità rurale di Sanzhi, presso Taipei, a Taiwan (allora controllata del Giappone). Fin da giovane coltivò una passione per il viaggio, divenendo un avido collezionista di francobolli. Sviluppò anche un certo interesse per la cultura giapponese.
Dal momento che suo padre era un funzionario filo-giapponese e suo fratello serviva nella Flotta Imperiale Giapponese, Lee fu inviato a studiare in Giappone, dove si laureò all'Università di Kyoto nel 1946. In questo periodo si appassionò a filosofi giapponesi come Nitobe Inazo e Kitaro Nishida. Lee era presente in Giappone durante le ultime fasi della Seconda guerra mondiale, e aiutò anche a ripulire e riparare Tokyo dopo il bombardamento subito nel marzo 1945.
Dopo la Seconda guerra mondiale e la conquista di Taiwan da parte della Repubblica di Cina, Lee vi fece ritorno ed entrò all'Università Nazionale di Taiwan, dove ottenne un bachelor in agronomia nel 1948.
Benché non fosse un ferrato marxista, Lee entrò nel Partito Comunista Cinese nel 1946 e partecipò alla rivolta di Taiwan, ma uscì ben presto dal Partito; secondo il suo amico Wu Ketai, il Kuomintang era a conoscenza del passato comunista di Lee, ma distrusse opportunamente tutta la documentazione al riguardo.
Nel 1953 Lee completò gli studi negli Stati Uniti con una laurea in economia agricola. Tornò a Taiwan solo nel 1957, al seguito della Joint Commission on Rural Reconstruction (Commissione Congiunta per la Ricostruzione Rurale), sponsorizzata dagli Stati Uniti per modernizzare il sistema agricolo di Taiwan. Nel frattempo lavorò anche come professore aggiunto all'Università Nazionale di Taiwan e ottenne una cattedra nell'Università Nazionale di Chengchi sugli studi est-asiatici.
Benché la sua famiglia fosse di parere contrario, Lee si avvicinò al Cristianesimo e nel 1961 fu battezzato. Era sua usanza tenere sermoni di carattere apolitico, incentrati sul servizio e l'umiltà, anche durante la sua presidenza.
Nella metà degli anni Sessanta, Lee tornò negli Stati Uniti dove, nel 1968, ottenne un PhD sull'economia agricola all'Università Cornell. La sua tesi, Il flusso del capitale intersettoriale nello sviluppo economico di Taiwan, 1895-1960 (lodata come la migliore tesi dell'anno dall'American Association of Agricultural Economics) fu successivamente trasformata in un libro ed è tuttora considerata un importante contributo alla storia dell'economia taiwanese.
Nel corso dei suoi studi, Lee imparò a parlare correttamente taiwanese, giapponese, cinese e inglese.

### Ascesa al potere
L'ascesa di Lee agli alti vertici dello Stato fu rapida. Già nel 1971, dopo essersi iscritto al Kuomintang, divenne ministro senza portafoglio per l'agricoltura.
Nel 1978, Lee venne eletto sindaco di Taipei, dove risolse alcuni problemi legati all'irrigazione cittadina; nel 1981 divenne governatore della provincia di Taiwan, carica dalla quale risolse problemi medesimi. Tutto ciò contribuì a rendergli una fama di dirigente capace e competente.
Lee venne notato dal presidente Chiang Ching-kuo, che lo vide come potenziale candidato alla vicepresidenza. Da tempo, egli stava cercando di passare maggior potere ai bensheng ren, ovvero i nativi taiwanesi, a svantaggio dei waisheng ren (i cinesi immigrati a Taiwan dopo la fine della guerra civile cinese). Così, essendo Lee un bensheng ren, venne nominato vicepresidente nel 1984 dall'Assemblea Nazionale.

### La presidenza
Chiang Ching-kuo morì nel gennaio 1988 e Lee gli succedette immediatamente come presidente. Tuttavia, dovette subito fronteggiare l'ostilità della "Fazione del Palazzo" del Kuomintang, guidata dal generale Hau Pei-tsun, che voleva approfittare della morte di Chiang per restituire autorità ai waisheng ren. Tale fazione, che vantava un'influenza non irrilevante ai vertici del Kuomintang, inizialmente riuscì ad impedire a Lee di assumerne la presidenza.
Nonostante la difficile situazione, Lee trovò l'appoggio di James Soong, egli stesso un conservatore, ma che riuscì a moderare le posizioni della linea dura utilizzando il famoso motto "Ogni giorno di ritardo è un giorno di non rispetto per Ching-kuo". Così, non molto tempo dopo, Lee fu in grado di divenire anche presidente del Kuomintang. Al Congresso del Partito che si tenne nel luglio dello stesso anno, Lee costituì un Comitato Centrale di 31 membri, 16 dei quali erano nativi taiwanesi, concedendogli così la maggioranza per la prima volta nella storia della Repubblica di Cina.
Nel tempo, man mano che la sua autorità si fu consolidata, Lee ammorbidì i rapporti con la "Fazione del Palazzo": nel 1989, dopo che il primo ministro Yu Guo-hwa (egli stesso membro della Fazione) si fu dimesso, venne sostituito prima da Lee Huan, quindi dallo stesso generale Hau Pei-tsun. Nel 1990, Lee compì un rimescolamento dello Yuan Esecutivo come aveva fatto con il CC del Kuomintang, sostituendo molti degli anziani waisheng ren con taiwanesi di nascita, molti dei quali avevano ottenuto un PhD negli Stati Uniti d'America; fra questi, Lee riuscì ad imporre il suo alleato Lien Chan come ministro degli Esteri.
Oltre questo, nel 1990 ebbe inizio il Movimento del Giglio Selvatico, una contestazione studentesca che chiedeva la completa restaurazione della democrazia, l'elezione diretta del presidente e del vicepresidente e nuove elezioni per le istituzioni legislative. Circa 300.000 studenti occuparono la Sala Memoriale Nazionale Chiang Kai-shek. Il 21 marzo, Lee accolse gli studenti nel Palazzo Presidenziale e promise di mettere a punto riforme democratiche. Questo è considerato dagli attivisti democratici taiwanesi come il punto più grande del suo mandato.
Nel maggio 1991, Lee abolì i Provvedimenti temporanei effettivi durante il periodo della ribellione comunista, emanati dal Kuomintang nel 1949 e che sospendevano le libertà democratiche. In dicembre, egli obbligò i membri dello Yuan Legislativo a dimettersi e annunciò nuove elezioni, che videro la preminenza dei nativi taiwanesi e obbligarono Hau Pei-tsun a lasciare la carica di primo ministro, che andò poi a Lien Chan.
La presidenza di Lee vide il cosiddetto "movimento di localizzazione": se infatti durante il regime di Chiang Kai-shek e Chiang Ching-kuo i costumi taiwanesi erano stati rigettati in favore di quelli continentali, e la stessa Taiwan era vista come una remota provincia cinese nei libri di storia, ora venivano promossi i costumi, la letteratura e l'arte tipici di Taiwan, il che vide un grande sostegno da parte del movimento letterario, ma una ferrea opposizione dei settori più conservatori del Kuomintang.
Durante una visita all'Università Cornell, nel giugno 1995, Lee annunciò pubblicamente che presto si sarebbero tenute le prime elezioni dirette del presidente della Repubblica. La Repubblica Popolare Cinese (RPC) accusò Lee di avere orchestrato questa mossa per "spaccare la patria" e diedero inizio ad una serie di test missilistici provocatori intorno a Taiwan. Questo provocò una temporanea depressione del mercato asiatico per l'interruzione delle rotte commerciali. Nonostante la volontà della RPC, queste attività sortirono l'effetto contrario.
Il 23 marzo 1996, Lee Teng-hui venne eletto presidente con il 54% dei voti.

### La cacciata dal Kuomintang
Osservando i limiti del mandato imposti dalla Costituzione, Lee rassegnò le dimissioni nel 2000 e venne sostituito dal candidato del Partito Progressista Democratico, Chen Shui-bian. Questo segnò la fine del dominio incontrastato del Kuomintang sulla politica taiwanese.
I sostenitori di Lien Chan e James Soong accusarono Lee di essere il responsabile della sconfitta, in quanto egli aveva scelto Lien al posto del più popolare Soong come candidato presidenziale del Kuomintang. Questo portò James Soong ad abbandonare il Kuomintang e a correre da solo. Diversi membri del GMD lo accusarono di stare segretamente sostenendo il governo di Chen Shui-bian, di essere responsabile della scissione e, nei casi più estremi, di sabotare il Kuomintang stesso e sostenere l'indipendenza taiwanese (cui il Kuomintang si oppone in vista della riunificazione della Cina sotto la Repubblica di Cina). La situazione insostenibile portò Lee a rassegnare le dimissioni da presidente del partito il 24 marzo 2000 e fu espulso in dicembre. Le accuse che gli furono mosse riguardarono anche la questione del passaggio di potere ai taiwanesi nativi.

### Attività recenti
A seguito della sua espulsione, Lee si pose in contraddizione con i candidati presidenziali del suo precedente partito e contribuì invece al consolidamento dell'alleanza fra il Partito Progressista Democratico, l'Unione per la Solidarietà di Taiwan e il Partito per l'Indipendenza di Taiwan (la "coalizione pan-verde"). Egli espresse anche il proprio favore alla trasformazione della Repubblica di Cina nella Repubblica di Taiwan, completando così l'indipendenza dell'isola; a sostegno di questa asserzione, Lee affermò che l'identità cinese e quella taiwanese sono separate e inconciliabili.
Riguardo alla crescita economica della Repubblica Popolare Cinese, Lee sostenne che è stata sopravvalutata e che l'economia della RPC è destinata a collassare inesorabilmente. Ironicamente, usando una metafora tipica di Mao Zedong, Lee una volta affermò che la forza militare ed economica della RPC è una "tigre di carta".
Durante le elezioni del 2004, Lee sostenne la candidatura di Chen Shui-bian, il quale propose una piattaforma che integrava molte delle idee politiche di Lee. Questo portò a preoccupazioni tanto nella Repubblica Popolare Cinese, quanto negli Stati Uniti d'America, in quanto la RPC temeva la proclamazione dell'indipendenza, gli USA il cambiamento radicale dello status quo. Nel dicembre 2003, il presidente George W. Bush criticò pubblicamente Chen Shui-bian; si ritenne che tale critica fosse orientata proprio ad evitare questo pericolo. Infatti, dopo la sua rielezione, Chen annunciò pubblicamente che la Repubblica di Cina sarebbe rimasta e che avrebbe anzi intavolato relazioni economiche più strette con la Repubblica Popolare Cinese. Questo portò alla rottura dei suoi rapporti con Lee.
Nel febbraio 2007, Lee sorprese i media annunciando che non è mai stato un sostenitore dell'indipendenza di Taiwan, mentre anzi sostenne l'apertura del commercio e del turismo con la Repubblica Popolare Cinese. Egli chiarì successivamente che, dal momento che Taiwan è già indipendente di fatto, non dovrebbe proclamare ufficialmente la propria indipendenza rischiando così ripercussioni. Lee restò comunque un sostenitore della Repubblica di Taiwan.

### Morte
Lee Teng-hui è morto il 30 luglio 2020, all'età di 97 anni, presso il Taipei Veterans General Hospital, a causa di uno shock settico e di una multipla insufficienza organica, dopo un ricovero di oltre cinque mesi.
La presidente Tsai Ing-wen ha indetto i funerali di Stato, che si sono svolti il 14 agosto. Dal 1 al 16 agosto 2020, è stato aperto al pubblico un luogo commemorativo presso la Taipei Guest House, dove le persone hanno potuto rendere omaggio a Lee. Successivamente, il corpo di Lee è stato cremato e le sue ceneri sono state sepolte nel Cimitero Militare del Monte Wuzhi. Tutte le bandiere nazionali presso le istituzioni governative sono state poste a mezz'asta per tre giorni.

## Controversie
Il 30 giugno 2011, Lee, insieme all'ex finanziere del Kuomintang, Liu Tai-ying, è stato incriminato per reati di corruzione e riciclaggio di denaro, con l'accusa di aver sottratto indebitamente 7,79 milioni di dollari di fondi pubblici. Il 15 novembre 2013, è stato assolto dalla Corte distrettuale di Taipei. Gli accusatori hanno presentato un appello contro la decisione, ma, il 20 agosto 2014, Lee è stato nuovamente scagionato dalle accuse.